# 제품 계획
제품 계획(製品計劃)은 원래 생산문제인 제조부문 또는 기술부문을 중심으로 한 전반적인 종합관리의 대상이었으나, 판매가 효과적으로 진행할 수 있기 위해서는 판매부문에 있어서도 팔릴 수 있는 제품의 연구가 필요하게 됨으로써 도입되었다. 여기서 말하는 제품계획은 시장조사로 얻어진 수매구조에 관한 자료를 기초로 하여 시장성(市場性)과 경쟁성이 있는 보다 많은 이익을 얻을 수 있는 제품을 계획하고, 계획된 제품을 보다 구체적으로 판매증진하려는 제반 외적 조건을 찾아내는 상품계획을 포함하고 있다. 그러나 일반적으로 제품계획은 프로덕트 플래닝(product planning) 또는 머천다이징(merchandising)이라 부르고, 협의의 제품계획은 제품개발만을 의미하며 제품의 상품화는 포함하지 않는다.

## 목적
현대 경제사회는 끊임없는 양적·질적 변화를 계속하고 소비자의 필요·욕구도 항상 변하고 있으므로, 기업은 될 수 있는 한 제품을 이들 요구에 맞추고, 물적 제품의 제조·판매로부터 새로운 기능과 효용을 창출해 내지 않으면 안 된다. 그러기 위해서는 기업이 제공하는 제품 및 서비스의 급부와 시장수요 관계를 끊임없이 직접 조정하는 톱 매니지먼트를 중심으로 경영관리 전체(생산·구매·판매·재무·인사)가 노력해야 한다.
이와 같이 제품계획은 장기기대이윤(長期期待利潤)의 확보라는 기업목적 안에서 소비자수요에 대한 제품을 질적·양적으로 적합하게 하는 계획활동으로 마케팅 용어(用語)로서의 제품계획은 판매하려는 제품에 관계된 모든 결정문제를 포함하는 것이다.
여기에 중요한 것은, ① 제품의 품질·성능·기능에 대한 결정, ② 제품의 디자인에 관한 결정, ③ 제품의 색채에 관한 결정, ④ 제품의 종목에 대한 결정, ⑤ 제품의 포장에 대한 결정, ⑥ 제품의 라벨(label)에 대한 결정, ⑦ 제품의 상표(brand)에 대한 결정, ⑧ 제품의 가격에 관한 결정, ⑨ 기타 신제품개발을 비롯하여 기존제품개량·제품다양화 또는 단순화계획·제품폐기 등의 제문제가 있다. 이와 같이 제품계획의 목적은 기업에의 총이익 공헌도를 최대로 하는 것과 같은 제품구성(製品構成：product mix)을 결정하는 활동계획인 것이다.

## 순서
제품계획의 성공 여부는 기업의 번영에 중대한 영향을 미치는 것이기 때문에 계획입안에 신중해야 한다. 따라서 계획입안 순서의 절차 및 합리성은 매우 중요한 문제가 된다.
제품계획에 있어서 가장 중요한 위치를 차지하고 있는 신제품개발의 계획순서를 고찰하면 다음과 같다.
제품계획의 성공 여부는 기업의 번영에 중대한 영향을 미치는 것이기 때문에 계획입안에 신중해야 한다. 따라서 계획입안 순서의 절차 및 합리성은 매우 중요한 문제가 된다.
제품계획에 있어서 가장 중요한 위치를 차지하고 있는 신제품개발의 계획순서를 고찰하면 다음과 같다.

### 착상단계
신제품의 계획은 아이디어의 발상과 포착을 어떻게 수행하는가가 가장 중요한 문제이다.
(1) 아이디어 발상의 원천 ― 사내(社內) 관계로는 연구소·조사부문·영업부문·생산부문·종업원·톱 매니지먼트 등이 있고, 판매점관계로는 도매상·대리점·소매상 등이 있으며, 소비자관계로는 착상제안·애로·불만·암시·조회 등이 있으며, 경쟁상품으로 타사제품·외국제품·전시회·박람회 등이 있고, 관련상품(타업종 상품)·정부기관(특히 등록관계) 및 기타(대학·외부연구기관·외부조사기관·광고대리점 등)가 있다.
(2) 아이디어의 개발 포착방법 ― 브레인 스토밍과 고든법·체크리스트법·입출법 등이 있다. 브레인 스토밍(brain storming：頭惱旋風)은 집단사고(集團思考) 방법으로 발상된 아이디어를 받아들인 후 평가는 별도회의에서 다각적으로 검토·발전시키는 방법, 미국의 오스번(A. F. Osvorn)이 창안한 방법으로서, 고든법(Gordon method)은 처음에는 문제를 밝히지 않고 문제에 관련된 사항에 대하여 리더가 아이디어를 회의 멤버로부터 끌어내는 집단사고방식으로 미국의 고든(W. J. Gordon)이 창안한 방법이다.

### 평가 제 1단계
제안된 착상은 그것이 갖는 이점과 결점, 경영상의 영향도(影響度), 업계에 대한 영향, 생산·판매상의 제문제에 대하여 평가를 하여 채택여부와 방침을 결정하여야 한다.

### 시작·설계·연구단계
채택하기로 한 아이디어는 구체화시켜 각 담당기관에 걸쳐 시작(試作)과 설계·연구를 거쳐야 한다.

### 평가 제 2단계
시작품(試作品)의 평가, 설계의 평가, 연구사항에 대하여 평가를 하여 앞의 시작·설계·연구단계와 조화를 시킨다.

### 계획단계
종합계획의 단계로 적정상품으로서의 필요항목인 적정가격·적정판매수량·적정판매시기·적정판매대상·적정판매지역 및 장소 ·적정판매촉진계획·생산계획의 수요, 수지계획·소요자금계획 등을 종합적으로 검토하고 계획하는 전사적(全社的) 마케팅 계획의 단계이다.

### 평가결정단계
종합계획 전체에 대해서 평가·검토하여 최종적인 결정을 내리는 단계이다.

### 실시단계
종합계획에 따라 관계 제부문이 활동을 개시하는 단계이다.

### 관리·통제·검토단계
계획의 진행과 관계 부문간의 조정을 관리·통제하고 시장에서의 판매결과를 검토하는 단계이다.

### 마켓 테스트 단계
이상과 같은 제품계획은 제품을 시장에 출고함으로써 사명이 끝나는 것이 아니라 다음의 계획을 위한 출발점으로서 제반 검토·분석을 수행하고 나서 마켓 테스트를 수행하여야 한다. 마켓테스트(市場試驗)란 위의 각 단계를 통하여 수집된 계획을 특정시장에 실험과 결과를 검토하여 계획을 다시 수립하여 전국판매를 실시하는 방법을 말한다.

## 조직
제품계획을 순서적·효과적으로 수행하기 위해서는 이를 담당하고 진행하는 조직이 필요하다. 이 조직의 형태는 다음과 같다.
(1) 제품계획의 중요성으로 사내경영조직 안에 이를 취급하는 전문부나 과를 설치한 형태 ― 신시대의 경영방침을 채용한 기업이나 제품계획에 필요한 지식과 기술을 체득한 전문가를 부내(部內)에 두어 스태프로서의 업무를 추진시켜 계획결과를 최고경영층이 평가할 수 있게 한 조직형태
(2) 조직상의 문제는 도외시하고, 제품계획·판매업무·광고·판매촉진업무까지를 1개 과나 계에 담당시키는 방법의 조직형태 ― 중소기업에서 많이 볼 수 있으며, 사업부제(事業部制)를 채용하고 있는 대기업에서도 볼 수 있는 형태
(3) 제품계획을 위한 부과를 설치하여 계획을 입안하게 하고 평가를 관계부에서 선발한 제품계획위원회에 위임하는 방법의 형태
(4) 제품계획 담당부과를 설치하지 않고 위원회의 사무국적 업무를 특정인에 위임하여 모든 계획을 제품계획위원회가 입안하는 방법의 형태
(5) 제품계획의 구체적 입안을 전문위원회·소위원회에 일임하고 그 결과를 위원회가 심의·평가하는 방법의 형태
(6) 제품계획부과를 설치하여 계획을 입안시키지만 계획전반에 대해서는 제품계획위원회가 평가하는 방법의 형태
(7) 제품계획 부문을 두고 계획을 담당시키지만, 특정 계획에 대해서는 프로젝트 팀을 편성하여 결과만을 제품계획부문을 통해 제품계획위원회에 제출시켜 심의평가하는 방법의 형태이상 몇 개의 조직의 예를 든 것과 같이 자기 기업사정에 가장 적당한 방법을 채용하는 것이 중요하다. 제품계획위원회를 채용하는 경우에는 위원회 구성의 인원수·상하관계·직책 등을 충분히 검토하지 않으면 오히려 역효과를 초래할 위험마저 있는 것이다. 방침의 심의, 계획의 심의를 부장 이상의 위원회가 담당하고 구체적 계획의 입안심의를 과장 이하가 담당하는 것도 그 한 방법이다.